# STA-21

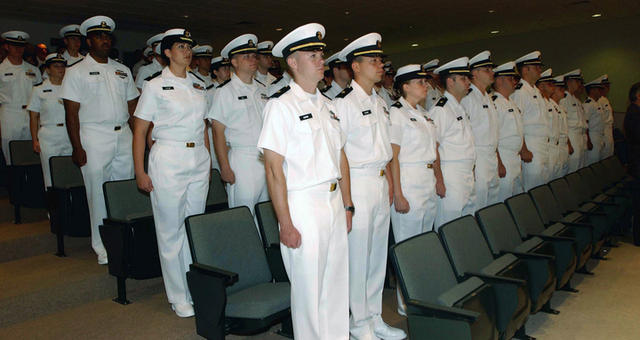
2005年6月23日のSTA 21卒業式にて。

STA-21またはSeaman to Admiral （直訳すると水兵から提督）- 21は、 アメリカ海軍が21世紀において現役の下士官・兵に大学の学位を取得させ、士官に任官させる制度である。 

## 概要
海軍では様々な方法で、現役の若手水兵等を士官に任官させる方法があるが、中でもこのSTA-21は教育的利点及び、同時的に候補生達を任官させる、他のやり方とは違う管理や人事において面倒ではなくでバラつきがないというメリットがある。 

## 課程
一般大学（四年制）のROTCに編入されるが、候補生たちは既に階級を保持しているため身分は「Officer Candidate」士官候補生たる現階級（下士官・兵）であり、少尉候補生「Midshipman」ではない。その上、大学に在学中に水兵としての勤務を行われなければならないが、夏に行われるクルーズ等の単位は免除される。年間10,000ドルまでの奨学金が与えられるが、与えられた金額を超えない額の大学を選ばなければならない。期間は三年だが、課程を修了すると同時に四年制大学を卒業したとみなされ、学士の学位を授与された後に各兵科の少尉に任官される。但し、通常のROTCを修了した少尉候補生とは違い、予備役ではなく現役士官としてその後累進する。 

## ジェレミー・ボーダ
かつて、海軍作戦部長の座に就任した海軍大将、ジェレミー・ボーダは1960年代に学位を持たず優秀な水兵を士官へ任官させる制度、「統合プログラム」によって、提督へ這い上がった。そこで彼は、統合プログラムを再編し、「優れた人材に対して、完璧や伝統的なスタートを切らなくていい機会を与えるべきだ」という思いを込めて、彼の階級であった水兵（Seaman）と提督（Admiral）をこの制度の名前に刻んだ。

## 関連事項
- ジェレミー・ボーダ - この制度の由来である。